# 이헌구 (1784년)
이헌구(李憲球, 1784년 ~ 1858년)는 조선의 문신이며, 순조 때 문과에 급제해서 대촉, 성균관대사성, 이조참의, 전라도관찰사, 이조참판, 한성부판윤, 공조판서, 사헌부대사헌, 형조판서, 예조판서, 평안도관찰사, 병조판서, 우참찬, 이조판서, 판의금부사, 지돈녕부사, 우의정, 좌의정, 판중추부사를 지냈다. 성품이 강직하였으며, 글씨를 잘 했고 학문이 뛰어났다. 본관은 전주. 자는 치서(稚瑞), 호는 국간(菊幹), 시호는 충간(忠簡)이다.